# Associação Humanista Americana
Associação Humanista Americana (em inglês:  American Humanist Association - AHA) é uma organização educacional nos Estados Unidos que promove o humanismo, uma filosofia de vida progressiva que, sem o teísmo ou outros tipos de crenças sobrenaturais, afirma a capacidade e a responsabilidade do ser humano levar uma vida pessoal de realização ética que aspire o bem maior da humanidade. A missão da Associação Humanista Americana é ser uma voz clara e democrática para o humanismo nos Estados Unidos, aumentar a consciência pública e a aceitação do humanismo, estabelecer, proteger e promover a atuação de humanistas da nossa sociedade e desenvolver e promover o pensamento e atitudes humanistas.
A Associação Humanista Americana foi fundada em 1941 e, atualmente, presta assistência jurídica para defender os direitos constitucionais de minorias laicas e religiosas, pratica lobby no Congresso dos Estados Unidos para a separação Igreja-Estado e para temas progressistas e mantém uma rede de 150 locais afiliados que se envolvem no ativismo social, na discussão filosófica e em eventos comunitários. A AHA tem várias publicações, incluindo a premiada revista bimestral The Humanist, o boletim informativo trimestral Free Mind, a revista escolar sem-anual peer-reviewed Essays in the Philosophy of Humanism e a revista semanal online Humanist Network News. O diretor executivo da AHA, Roy Speckhardt, também é um colaborador regular do The Huffington Post e do website Patheos.